# شارع الفردوسي
شارع الفردوسي هو شارع يقع في طهران. سمي بهذا الاسم نسبةً إلى أبو قاسم الفردوسي  يُعد الشارع مركز تجارة العملات في طهران. 

## المميزات
- سفارة المملكة المتحدة في إيران